# Ржавец (Оренбургская область)
Ржавец — посёлок в Бузулукском районе Оренбургской области России. Входит в состав муниципального образования сельского поселения Могутовский сельсовет.

## География
Посёлок в северной части района в 6 км от села Могутово.

## Население
| 2003 | 2010 |
| ---- | ---- |
| 128  | ↘51  |

## История
Основан во времена столыпинской реформы украинскими и русскими поселенцами. Назван по имени существовавшей речки. Древнерусское «ржавьць» — «ржавое болото, топь». Так обычно называют речки, ручьи, имеющие воду с окислами железа или истоки в низких болотистых поймах с застойной, ржавой водой.

## Учреждения социальной сферы
Имеется фельдшерско-акушерский пункт.